# Roelof Stalknecht

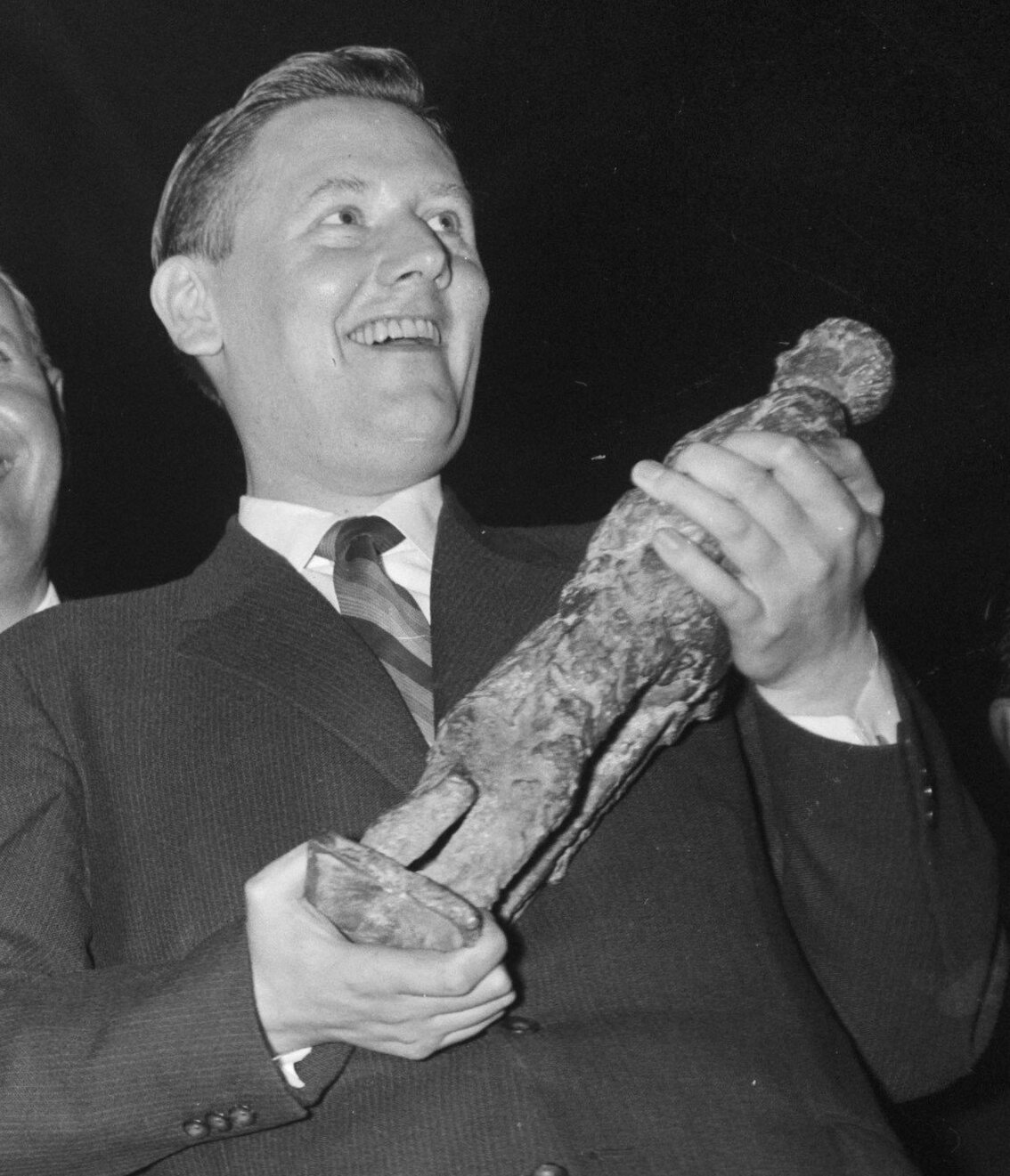
Roelof Stalknecht (1960, mit der Edison-Statue)

Roelof Stalknecht (* 19. November 1926 in Groningen; † 4. Juli 1995 ebendort) war ein niederländischer Jazzmusiker (Piano), der mit Lex Jasper, Rein de Graaff und Dolf de Vries zu den renommiertesten Pianisten der „alten Schule“ in Groningen gezählt wird.

## Leben und Wirken
Stalknecht, der im Stadtteil Oosterpoort aufwuchs, erhielt Klavierunterricht bei Cor Batenberg an der Städtischen Musikschule, noch bevor er lesen und schreiben konnte. Als Kind verblüffte er seine Umwelt, indem er spontan Lieder, die er auf dem Gramophon hörte, auf dem Klavier nachspielte. In den Kriegsjahren spielte er in der Region mit dem Roelof Stalknecht School Orkest.
Unmittelbar nach der Befreiung bat ihn der Geiger Benny Behr, Mitglied seines Quintetts Big Five zu werden, das dann als Hatchett’s Club Orchestra firmierte. 1950 wurde Roelof Berufsmusiker und gehörte nacheinander dem Hammond Quintet von John de Mol sen. (1931–2013), dem Atlantic Quintet des Bassisten Henny Frohwein und dem Sextett De Millers (als Ersatz für Eddy Doorenbos) an. Mit dem Atlantic Quintet trat er in Nürnberg auf, wo Danny Kaye ihn wegen seines musikalischen Talents für Auftritte in den Vereinigten Staaten engagieren wollte, was Stalknecht aber ablehnte. Mit den Millers nahm er sein erstes Album auf. Ab 1954 spielte er als Solist oder in eigenen Duo- und Trio-Formationen, in denen er seine Vorliebe für Balladen mit kühnen harmonischen Ausflügen auslebte. Außerdem arbeitete Stalknecht regelmäßig für den Hörfunk und das Fernsehen, etwa im Quiz von Theo Eerdmans und in den Shows von Corry Brokken.
1960 erhielt Stalknecht einen Edison in der nationalen Instrumentalkategorie für seine LP Fabulous Fingers on 88 Keys. Ebenfalls 1960 begleitete er seine Schwester Jannie Stalknecht auf einer EP mit Sprachversionen von Jazzsongs im Dialekt Gronings; der Song Laiverd, kom weer bie mij wurde ein Hit. Von 1961 bis 1969 arbeitete Stalknecht ständig mit dem Komiker Seth Gaaikema zusammen, danach noch zehn Jahre lang gelegentlich.
Infolge eines schweren Autounfalls im Jahr 1965 konnte Stahlknecht vorübergehend nicht mehr auftreten. Anschließend arbeitete er hauptsächlich in der Region Groningen, als Solist oder mit kleinen Besetzungen. So wirkte er als Hauspianist im Jazz Inn ’t Palet. Es folgen weitere Alben wie Something (1971), Back in the Saddle (1976) und From the North (1979).
Ende 1985 widmete der nationale Fernsehsender TROS dem 40-jährigen Bühnenjubiläum von Roelof eine Radiosendung. Anlässlich seines 65. Geburtstags wurde am 17. November 1991 auf Radio Noord eine einstündige Live-Sendung als Hommage mit Auftritten von Greetje Kauffeld, Seth Gaaikema und anderen ausgestrahlt.
Am 4. Juli 1995 starb Stalknecht im Alter von 68 Jahren.